# Ana Štefok
Ana Štefok (Zagreb, 22. travnja 1940. – Zagreb, 3. studenoga 2011.) bila je jedna od najpopularnijih hrvatskih pjevačica zabavne glazbe 1960-ih i 1970-ih godina, poznata po brojnim nastupima na Opatijskom, Splitskom, Krapinskom i Zagrebačkom festivalu, televiziji i radiju. U medijima su je često nazivali hrvatskom Edith Piaf ili hrvatskom Connie Francis.

## Životopis

### Počeci
Ana Štefok počela je pjevati u crkvenom zboru u svom kvartu Trnje. Potom u nezaboravnom Prvom pljesku u zagrebačkom Varijeteu. Imala je zvonki sopran, tako da je uskoro postala stalna gošća i pobjednica tada mnogobrojnih festivala zabavne glazbe.

### Popularnost
Prvu pobjedu ostvarila je na festivalu Zagreb '64 izvedbom pjesme "Balada" (u alternaciji s Ivom Robićem) uz oduševljene ovacije publike i izlazeći pred nju na bis ravno 17 puta. Na sarajevskom festivalu Vaš Šlager sezone 1968. izvedbom pjesme "Molitva" Kemala Montena i Sabine Varešanović. Potom je pobijedila na Opatijskom festivalu 1970., otpjevavši pjesmu Alfia Kabilja "Želim malo nježnosti i ljubavi". Ostat će upamćena i po nastupima na Festivalu kajkavske popevke - Krapina, 1973. i pjesmi "Međimurje zeleno".

Dva je desetljeća žarila i palila glazbenom scenom, te je bila česta gošća televizijskih i radijskih emisija. Zbog specifične boje glasa uspoređivali su je s Connie Francis, slavnom pjevačicom koja je u trenutku Aninih glazbenih početaka osvajala svjetske top liste. Imale su sličan poseban zvonki timbar, a Ana je pjevala neke njene prve uspješnice ("Chitarra Romana", npr.). U dugogodišnjoj uspješnoj karijeri, kojom je, zahvaljujući njenim interpretacijama doživjela zvjezdane trenutke snimila je brojne predivne pjesame (između ostalog zabilježene i na "Zlatnoj kolekciji" u izdanju Croatia Records iz 2009. godine). Kao svjedočanstvo Aninih velikih pjevačkih kreacija ostaju njene pjesme: "Majko, nemoj plakati", "Hvala ti za ljubav", "Tebi, mama", "Ne mogu ti vjerna biti", "Varaš se, znaj", "Želim malo nježnosti i ljubavi", "Balada", "Exodus", "Gitara romana", "Da smo se ranije sreli", "Nemoj nikad reći zbogom", "Daj mi malo nade", "Golubek beli", "Doviđenja, sretan put" i druge. Za bivši je Jugoton objavila oko 25 singl ploča i albuma. Pjesme su joj pisali najpoznatiji domaći skladatelji (Kabiljo, Britvić, Nardelli, Gotovac i drugi). Slijedila je svjetske trendove popularne glazbe.

### Odlazak sa scene
Osamdesetih godina prošlog stoljeća počela se gasiti zvijezda popularnosti Ane Štefok. Godine 1989. potpuno se povukla sa scene i otada se pojavljivala samo kao gošća u HRT-ovim emisijama dokumentarnog programa. Zbog pada popularnosti i nesretne ljubavi završila je na odvikavanju od alkohola, a liječila se i od depresije.

### Smrt
Ana Štefok preminula je od posljedica srčanog udara 3. studenoga 2011. godine u 72. godini života u svome stanu u zagrebačkom naselju Zapruđe.  Pokopana je 14. studenoga 2011. godine na zagrebačkom groblju Miroševcu.

## Diskografija

### Singl ploče
- Gitara Romana / Takav je život / Oprosti / Ti želiš to, 1963. Jugoton EPY 3248
- Balada / Sve je isto ko pre, 1964. Jugoton SY 1276
- Bez majke / Fiesta Brasiliana  / Ne oplakujem  /  Lastavica, 1964. Jugoton EPY 3317
- Pjesmom ti pričam / Svijet je pjesma / Santo Domingo / Upravo zato, 1966. Jugoton EPY 3600
- Nemoj nikad reći zbogom / Da to si ti / Hvala ti za ljubav / Ali danas ne, 1967. Jugoton EPY 3868
- Uz tebe sam sretna / Poljubi me za kraj / Varaš se, znaj... / Čovjek za mene, 1968. Jugoton EPY 4006
- Doviđenja, sretan put / Živim za tebe, 1969. Jugoton SY 1475
- Što me grije / Moje srce kuca ko tvoje, 1969. Jugoton SY 1398
- Želim malo nježnosti i ljubavi / Majko, nemoj plakati, 1970. Jugoton SY 1686-F
- Daj mi malo nade / U malom gradu, 1970. Jugoton SY 1598
- Koga ću zavoljeti? / Moje selo je pusto, 1971. Jugoton SY 1797
- Moj prijatelj vjetar / Pošla bih s tobom, 1974. Jugoton SY 22478
- Ako me sanjaš /  Još smo uvijek na početku, 1980. Jugoton SY-23616
- Probudi me /Split 1972/

### Albumi
- Ana Štefok, 1970. Jugoton LPY-V-S-817 
Ti odluči / Varaš se, znaj / Exodus / Čovjek za mene / Tebi, mama / Moje srce kuca ko tvoje / Ako želiš da me voliš / Balada / Nemoj nikada reći zbogom / Gitara romana / Pahuljica na tvom dlanu / Hvala ti za ljubav
- Ana, 1985., Jugoton
- Gitara romana, 1998., Orfej
- Zlatna kolekcija, 2009., Croatia Records

## Ostalo
- "Gospar iz grada" kao Ana Štefok (arhivska snimka) (2019.)

## Vanjske poveznice
- Hrvatska glazbena unija: Ana Štefok (1940. – 2011.)  Arhivirana inačica izvorne stranice od 7. studenoga 2011. (Wayback Machine)
- Preminula legendarna pjevačica Ana Štefok